# Kellerjoch
Das Kellerjoch ist ein 2344 m ü. A. hoher Berg der Tuxer Alpen in Tirol. Der vielbesuchte Aussichtsberg gilt als Hausberg von Schwaz im Unterinntal.
Das Kellerjoch bildet den nördlichsten Vorposten des kreuzförmig gegliederten Ostmassivs der Tuxer Alpen, bestehend aus Rastkogel, Pangert und Gilfert. Topografisch stellt es einen Doppel- bis Dreifachgipfel dar, dessen Kamm sich vom östlichen, von Felsen durchsetzten Metzenjoch (2313 m) über das Kreuzjoch (Hauptgipfel mit Bergkapelle auf 2344 m) bis zum Kuhmesser (2264 m) zieht. Die Kreuzjochkapelle ist auf einem stellenweise drahtseilversicherten Steig von der auf 2237 m Seehöhe gelegenen („neuen“) Kellerjochhütte erreichbar.
Für den Aufstieg gibt es mehrere Routen aus dem Inntal, vorwiegend von Schwaz aus. Zum Berggasthof Hecherhaus (1887 m), der auf einem Vorberg namens Arbeserkogl (2026 m) liegt, führt ab Grafenast (1330 m) ein aus drei Sektionen bestehender Sessellift, von dem im Sommer nur die letzte Sektion in Betrieb ist.
Früher bereits war die Alte Kellerjochhütte, die auf rund ¾ der Strecke eines der Fußwege von Schwaz aus liegt, im Sommer über eine Straße erreichbar.

## Zwischenfälle
- Am 21. November 1990 flog eine Beechcraft King Air 200 der deutschen GSW Charterflug (Luftfahrzeugkennzeichen D-IGSW) beim Anflug auf den Flughafen Innsbruck, vom Flughafen Triest kommend, gegen das Kellerjoch. Beide Besatzungsmitglieder und der deutsche Stahlindustrielle Willy Korf kamen ums Leben.[1]

## Bilder

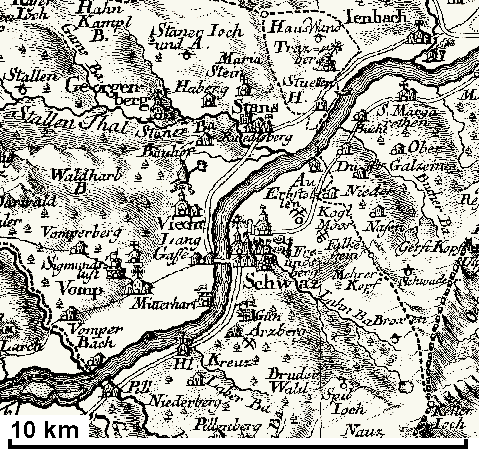
Atlas Tirolensis 1774 (Kellerjoch rechts unten)
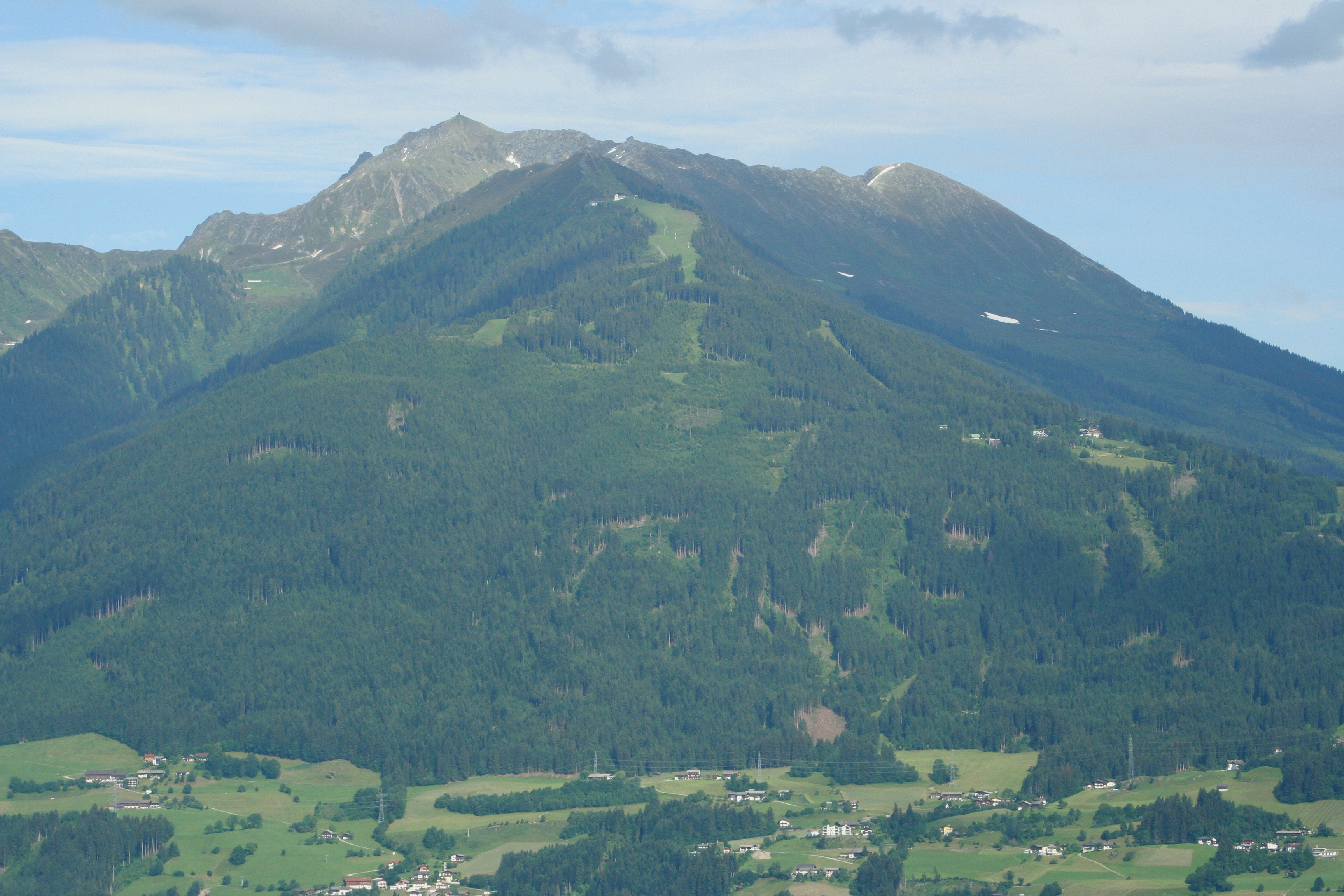
Das Kellerjoch von Westen, links das Kreuzjoch, rechts der Kuhmöser